# Stand News
Stand News fue un sitio web gratuito de noticias en línea sin fines de lucro con sede en Hong Kong desde 2014 hasta 2021. Fundado en diciembre de 2014, fue el sucesor de House News. Se centró principalmente en cuestiones sociales y políticas en Hong Kong y, en general, adoptó una posición editorial a favor de la democracia.
Stand News ocupó el puesto más alto en credibilidad entre los medios de noticias en línea en Hong Kong en dos encuestas de opinión pública realizadas por la Universidad China de Hong Kong en 2016 y 2019. El 29 de diciembre de 2021, en medio de la creciente represión gubernamental de los medios de comunicación tras la promulgación de la ley de seguridad nacional de Hong Kong en 2020, la policía de Hong Kong allanó Stand News, arrestó a altos funcionarios y congeló los activos de la empresa. Como resultado, al igual que Apple Daily a principios del mismo año, Stand News se vio obligado a despedir a su personal y cesar sus operaciones.

## Antecedentes
Stand News se fundó después del cierre de House News en julio de 2014. En lugar de gestionar el sitio web como una sociedad limitada como House News, la empresa propietaria del sitio web, Best Pencil (Hong Kong) Limited, está gestionada legalmente por una sociedad fiduciaria, al tiempo que prohíbe cualquier transferencia de acciones..
Tras el cierre forzado de Apple Daily el 24 de junio de 2021, la organización anunció medidas de precaución, citando "preocupaciones de seguridad". Si bien prometió continuar publicando, dijo que eliminaría de manera preventiva todos los artículos que no sean noticias, como comentarios y artículos de opinión. Al afirmar que dar sus finanzas actuales permitiría que las operaciones continuaran durante 9 a 12 meses, dejarían de aceptar patrocinios o suscripciones para evitar que el dinero "se desperdicie". Seis de los ocho miembros de la junta renunciaron". La organización también participó en las filtraciones de Pandora Papers en octubre de 2021.

## Incidentes
Durante el ataque de Yuen Long el 21 de julio de 2019, la reportera de Stand News, Gwyneth Ho, fue atacada por miembros de la tríada mientras transmitía en vivo el ataque. Cuando los asaltantes atacaban a los viajeros en la estación de tren, algunos de ellos se volvieron contra Ho, quien fue atropellada y golpeada con palos y porras de madera mientras continuaba filmando. Ho fue llevada al hospital, donde recibió tratamiento por sus heridas y le dieron puntos de sutura.
El 20 de diciembre de 2019, mientras informaba sobre un tiroteo en Jade Plaza en Tai Po, un policía golpeó repetidamente las manos y el teléfono móvil de un reportero de Stand News; otros reporteros fueron rociados con gas pimienta. La Asociación de Periodistas de Hong Kong condenó el ataque y la provocación intencional por parte de la Policía de Hong Kong. El periodista senior Yau Ching-Yuen alegó que la policía podría haber sabido que la víctima trabajaba para Stand News y, por lo tanto, apuntó intencionalmente al reportero.
El 24 de diciembre de 2019, un reportero de Stand News fue atacado por la policía con gas pimienta. El reportero, armado con un equipo de grabación, cubría un conflicto entre la policía y los civiles en Mong Kok en ese momento. 

## Represión y cierre del gobierno
En 2021, los medios de comunicación no progubernamentales de Hong Kong estuvieron sujetos a una creciente represión gubernamental [¿síntesis incorrecta?], como el cierre forzoso de Apple Daily en junio y el enjuiciamiento del personal allí. Como resultado, Stand News escribió que los "delitos de expresión" habían llegado a Hong Kong y eliminó los comentarios de su sitio web. También dejó de aceptar donaciones mensuales de los lectores para evitar desperdiciar los fondos de los donantes en caso de que Stand News fuera suprimido de manera similar a Apple Daily..
Stand News fue atacado más tarde ese año. El 3 de diciembre de 2021, el secretario de Seguridad, Chris Tang, acusó al medio de parcialidad y de difamar la iniciativa de "prisión inteligente" de Hong Kong. En la mañana del 29 de diciembre, Stand News fue allanado por más de 200 oficiales de la Policía de Hong Kong. Tres hombres y tres mujeres fueron arrestados y acusados de conspirar para publicar material sedicioso. Ronson Chan, editor de Stand News y presidente de la Asociación de Periodistas de Hong Kong, también fue detenido para ser interrogado por agentes de seguridad nacional, y su casa fue allanada; dos exmiembros de la junta: la exlegisladora Margaret Ng y el ícono del pop Denise Ho estaban entre los arrestados.
Más tarde, ese mismo día, Stand News anunció en las redes sociales que dejaría de publicar y despediría a sus empleados ya que la policía congeló los activos de la empresa. Su sitio web fue reemplazado rápidamente por una breve carta de despedida. Se eliminaron las páginas de Facebook y Twitter de la empresa y se eliminó todo el contenido de su cuenta de YouTube. La oficina de Stand News en el Reino Unido anunció que también cerraría, con la renuncia del jefe de la oficina, Yeung Tin-shui. Al final de su vida, su página de fans en Facebook tenía más de 1,7 millones de me gusta.